# El Bancal
El Bancal o Bancal dels Arcs és una masia i antic hostal de Pinell de Solsonès (Solsonès) inclosa a l'Inventari del Patrimoni Arquitectònic de Catalunya. Hi ha una capella annexa, i hi ha constància de que ambdues edificacions són del segle xviii: la casa amb una data inscrita a la porta de 1761, a la capella de 1792.
Està situada a 631 m d'altitud just al límit entre Solsonès, Noguera i Segarra. Està ubicada a la serra del Bancal, serra que continua del serrat de Santes Creus, que davalla des de la Capella de Santes Creus de Bordell.

## Descripció
El mas està format per un conjunt d'edificacions que es disposa de tal manera que forma un gran pati central al qual s'hi accedeix des de l'exterior per mitjà de dues portes oposades. Per un costat, el pati es tanca per mitjà de l'habitatge, uns coberts i una capella, per l'altra banda, està tancat per un seguit de corrals i coberts.
L'edifici principal és de planta rectangular amb teulada a doble vessant i el carener perpendicular a la façana. Consta de planta baixa i dos pisos. A la planta baixa s'obren tres obertures, la porta principal d'arc rebaixat, una finestra i la porta del garatge. Al primer pis hi ha dos balcons i dues finestres, totes elles tenen la llinda i els brancals de grans carreus de pedra. Al segon pis s'obren petites finestres quadrangulars.
Adossada al costat esquerre de la casa hi ha la capella d'una nau amb teulada a doble vessant i el carener perpendicular a la façana. La porta principal és d'arc rebaixat, per sobre hi ha una petita rosassa i, coronant la façana, hi ha un petit campanar d'espadanya d'un ull.

## Història
L'habitatge data del 1761. La capella data del 1792 i actualment serveix de graner.

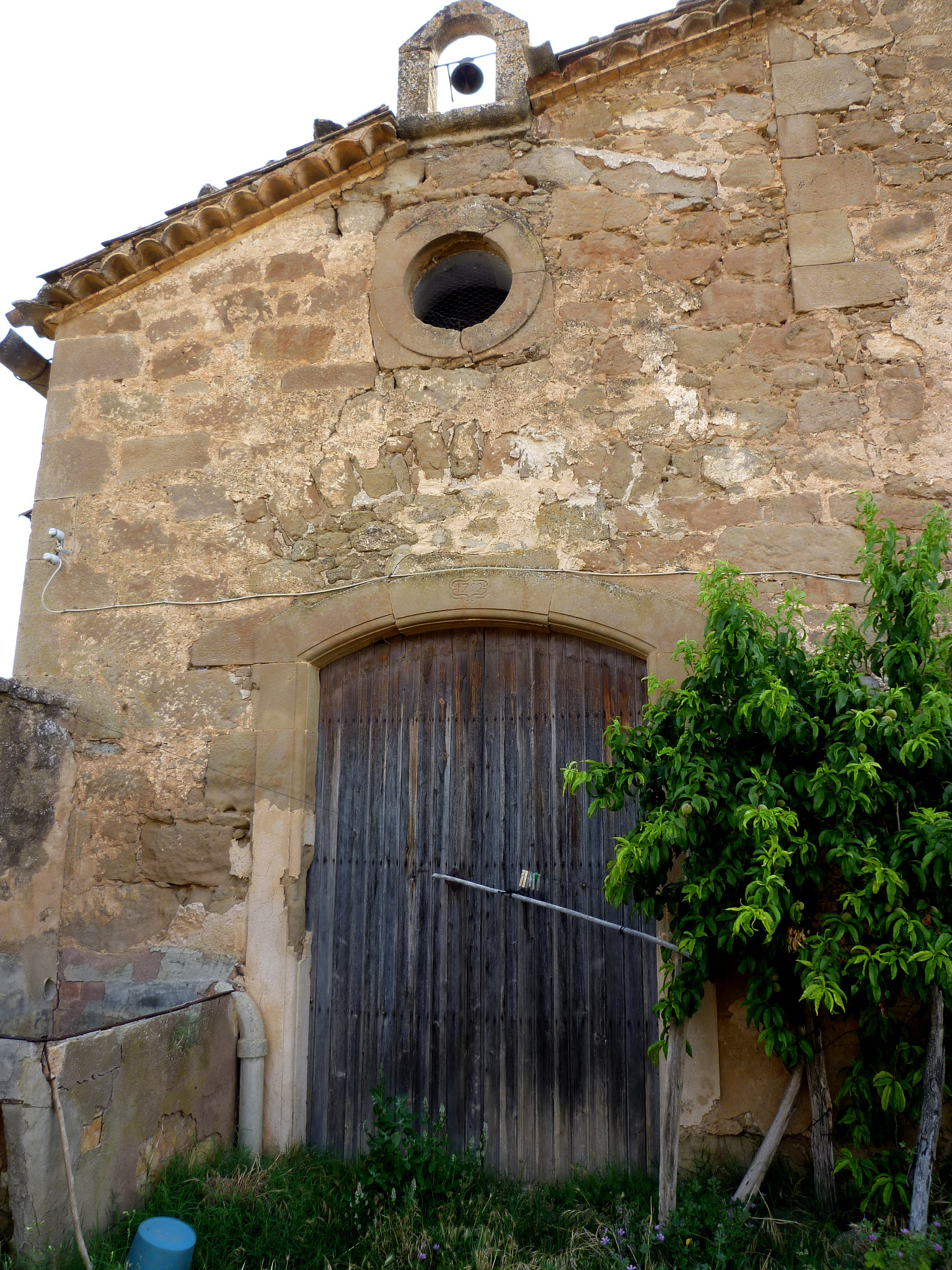
Façana de la capella